# 临邑县
临邑县是中国山东省德州市所辖的一个县。東與濟南市商河縣毗連，西與禹城市、平原縣、陵城區為鄰，南隔徒駭河與齊河縣相望，北以馬頰河與樂陵市為界，西距德州50公里。縣人民政府駐邢侗街道。

## 地理
临邑县的地理位置在东经116°41'46"和117°03'16"、北纬36°59'45"和37°31'34"之间，在德州东部50千米，离济南60千米,距北京300公里、天津200公里，东距滨州码头100公里、青岛码头300公里，地处环渤海经济圈、黄河三角洲、山东半岛蓝色经济区三大国家区域战略和山东省省会 （济南）城市经济圈和山东省西部隆起带叠加交汇区域，并处于省会城市群经济圈紧密圈层和北部 产业转移承接协作区。
整个县位于华北平原上，地势非常平坦，最高点海拔20.5米，最低点12.9米，其中西南部最高，东北部最低。

## 气候
临邑县属于温带季风气候，四季分明。年平均气温为12.6摄氏度，最高月均气温27.1℃（7月），最低月均气温-3.5℃（1月）。平均气温年较差为10.6℃，最大日较差11.6℃。生长期年平均200天，无霜期年平均196天，最长达218天，最短为168天。年平均日照时数2622.7小时，年总辐射124.67千卡/平方厘米。0℃以上持续期292天（一般为2月17日—12月5日）。年平均降水量553.7毫米，年平均降雨日数为71.3天，极端年最大雨量1174.4毫米（1964年），极端年最少雨量216.4毫米（1968年）。降雨量集中在每年5月至7月，7月最多。

## 人口
根據第七次全国人口普查數據，截至2020年11月1日零時，臨邑縣常住人口55.33万人。

## 行政区划
临邑县下辖3个街道办事处、8个镇、1个乡：
邢侗街道、恒源街道、临盘街道、临邑镇、临南镇、德平镇、林子镇、兴隆镇、孟寺镇、翟家镇、理合务镇和宿安乡。

## 经济
临邑县是山东省重要的蔬菜和粮食生产地。适宜的气候，肥沃的土地，发展高产、高效农业具有得天独厚的条件。围绕调优结构、突出特色，临邑面向市场，因地制宜加快农业发展步伐。大力发展以蔬菜、畜牧、水产、棉花、林果为重点的特色农业，一乡一品初具规模。农业总产值达到18.17亿元，比上年增长6%。新增各类经济作物4.5万亩，总面积达到38万亩，蔬菜26万亩，被确定为“进京蔬菜市场准入生产基地”。畜牧业产值达到4.6亿元，占整个农业总产值的25.4%。全县农业结构不断优化，呈现出勃勃生机。
临邑县矿产资源丰富，尤其是石油天然气资源，现已探明石油地质储量2.92亿吨，天然气储量40亿立方米。境内驻有胜利石油管理局临盘采油厂、滇黔桂石油勘探局临盘钻探公司和华东输油管道管理局临邑首站三家大型石油企业，现有油气井1800余口，年开采量达230万吨。

### 交通
京沪铁路和 京福高速公路组成临邑县的西部边境，南部则有济南机场和 青银高速公路。 104国道、 340国道穿过县城。
从临邑到京沪高铁和京福高速乘车只有20分钟路程，1小时到济南国际机场、黄骅港、滨州港，2小时到天津，3小时到北京、青岛。目前，临邑境内正在建设德龙烟铁路客货中转站、京福高速辅线——济乐高速出入口连接线，建成后半小时可达济南国际机场，成为连接滨海新区、黄三角、省会城市群和半岛蓝色经济区的交通枢纽和商品集散地，进入与全国各地没有时空距离的新时代。

## 名人
Category:临邑人